# 玉木碧
玉木 碧（たまき あおい、1992年6月9日  - ）は、日本のタレント、キャスター、YouTuber。所属事務所は株式会社セント・フォース。身長152cm。夫は卓球選手の松平健太。

## 来歴
東京都出身。 青山学院初等部、青山学院中等部、青山学院高等部 、青山学院大学法学部法学科卒業。大学1年時にミス青山学院コンテスト2011に出場したことがきっかけとなり、2012年初頭に当時のセント・フォースのスプラウト部門に所属。ただし、分社前の時点では特に各種メディアで活動することはなかった。
その後の分社化によりスプラウト社所属となった2012年7月7日より、分社前の事務所の先輩である松本あゆ美の後任として、TBS系列『情報7days ニュースキャスター』のお天気キャスターを務める。これが、玉木にとってはキャスターデビューとなった。
2014年3月15日放送分をもって『情報7daysニュースキャスター』のお天気キャスターを降板。
2015年3月31日付でセント・フォース本体に「復帰」。同年8月3日より日テレNEWS24（CS）制作・日本テレビ系列『Oha!4 NEWS LIVE』のエンタメ担当に内田敦子の代役として就任。同年10月8日から内田が木・金曜日のみ復帰したことに伴い、月・火・水曜日担当となったが、2016年3月30日をもって番組卒業。
2020年3月16日、卓球選手の松平健太と結婚。
2022年11月30日、第1子妊娠を報告。同月をもって産休に入る。

## 人物
姉がいる。
特技は、剣道（三段。13歳頃の時から続けている）。剣道は今でも仕事の後で練習をしているとのことで、発声練習にもなるという。
少女時代に目指していたのは警察官で、2014年に一日警察署長を務めた時には、夢がかなったとも言っている。
テレビ朝日アナウンサーの紀真耶は青山学院初等部からの幼馴染であり、小学校・中学校・高校・大学と同じ学校に通っていたと、自身のインスタグラムでコメントしている。

## メディア活動

### テレビ
現在
- グリーンチャンネル地方競馬中継（2017年4月19日 - 、グリーンチャンネル）

過去
- 情報7days ニュースキャスター（2012年7月7日 - 2014年3月15日、TBS） - 天気予報担当
- 女子アナの罰（2013年8月24日・10月2日・10月9日、TBS） - 「昼下がりの女子アナクイズバトル」「女子アナ運動会」セント・フォースのチームメンバーとして参加
- 速報! 2014 FIFAワールドカップ（2014年6月10日 - 7月14日、テレビ東京） - MC（色紙千尋と交代で担当）
- ニッポンぶらり鉄道旅（NHK BSプレミアム） - 特記以外は旅人
  - 第35回 特集（2015年4月18日） - スタジオ司会、JR函館本線
  - 第41回 JR東海・JR西日本高山本線（2015年6月18日）
  - 第102回 東急田園都市線（2017年7月6日）
  - 第105回 京王井の頭線（2017年8月3日）
- Oha!4 NEWS LIVE（2015年8月3日 - 2016年3月30日、日テレNEWS24・日本テレビ） - エンタメ担当[7]。内田敦子の代役として当初平日通し→内田の復帰により週前半。
- パンサーの「競輪、はじめました。」（2016年4月9日 - 2017年3月25日、BS日テレ） - アシスタント

### ラジオ
- ミュージックパトロール チェキラ!（2014年4月 - 2015年3月）NHKラジオ第1放送 - ディスクジョッキー（寺田ちひろと共演）
- 朝イチマーケットスクエア 「アサザイ」（2016年5月11日 -  、ラジオNIKKEI第1放送） - アシスタント
- gee up sprout（2019年8月17日 -  、FMサルース） - パーソナリティー

### アプリ
- ジョージア話せる自販機（2013年10月 - ）- スマートフォン用アプリ「話せる自販機」で6人いる店長の1人として出演[8]。サイト内のプロモーションムービーでも店長として出演している。

### 雑誌
- 週刊プレイボーイ 2013年9月24日発売号
- ビッグコミックスピリッツ 2014年1月29日号
以上の2誌で水着姿を披露。発売当時スプラウト所属タレントでは水着グラビア第1号となる。

### CM
- 三菱東京UFJ銀行（BS-TBS「ひと・まち紀行」限定）